# Habrotrocha flexicollis
Habrotrocha flexicollis är en hjuldjursart som beskrevs av Bartos 1963. Habrotrocha flexicollis ingår i släktet Habrotrocha och familjen Habrotrochidae. Inga underarter finns listade i Catalogue of Life.